# Basílica Semprònia

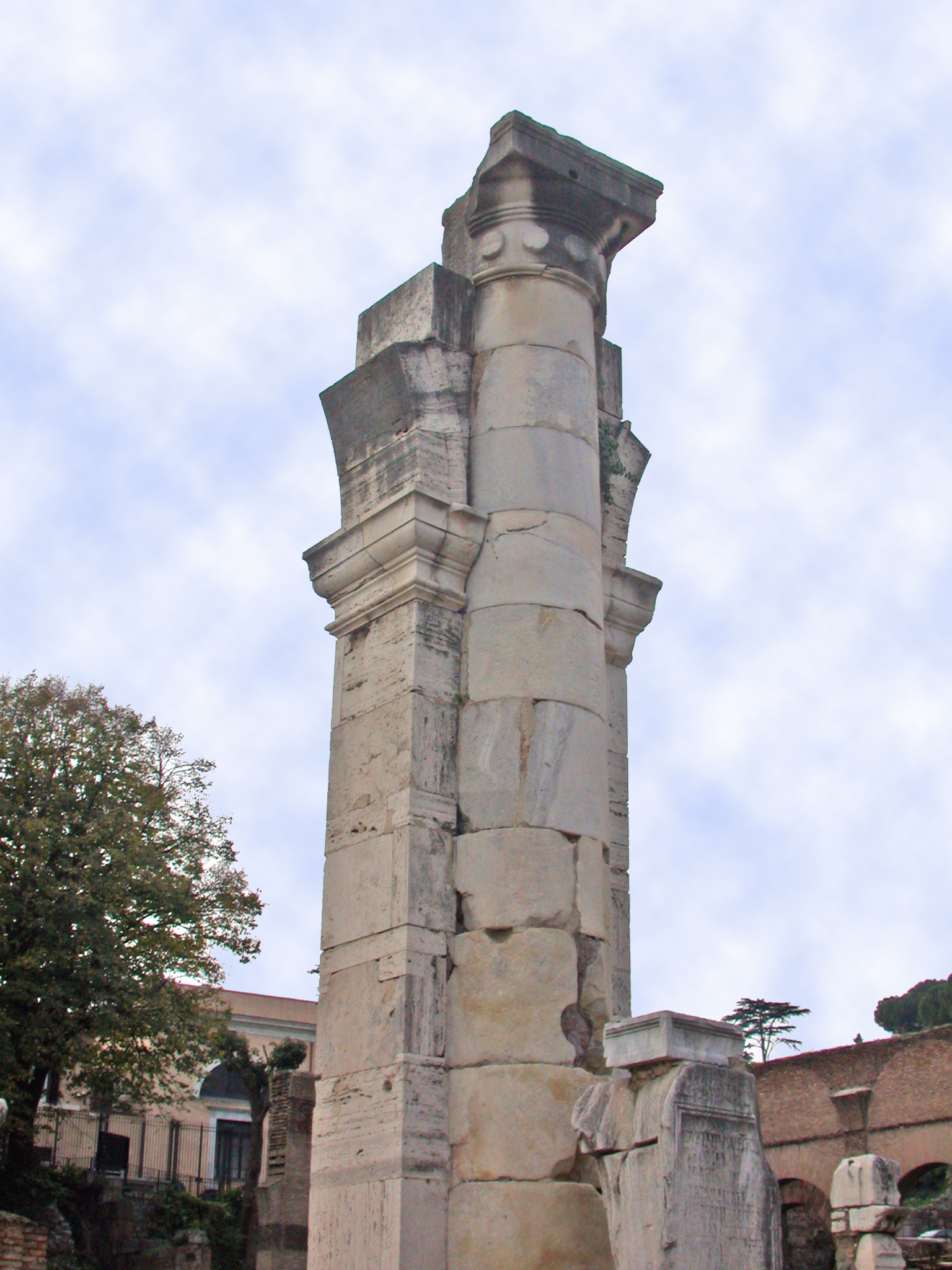
L'únic fragment que en resta de la basílica en l'actualitat formava part de la façana.

La Basílica Semprònia (en llatí: Basilica Sempronia) va ser una important construcció d'ús civil de l'antiga Roma. Amb la remodelació feta per Juli Cèsar va passar a dir-se Basílica Júlia (Basilica Iulia).

## Localització
Aquesta basílica ocupava una part a l'est del Fòrum Romà, situada entre el temple de Saturn i el temple de Càstor i Pòl·lux. Per la banda que donava a la plaça del fòrum estava precedida de les  tabernae veteres, unes senzilles construccions per mercadejar. La seva situació ja apareixia en l'antic mapa del segle iii anomenat Forma Urbis.

## Funció
Es va construir per ser lloc de reunions principalment de tipus judicial, però també es va fer servir per activitats financeres entre particulars. A començaments de l'imperi la basílica va acollir reunions de la cúria centumviral.

## Història

### Basílica Semprònia
L'any 169 aC el censor Tiberi Semproni Grac III va adquirir amb diners públics l'antiga residència del seu sogre Publi Corneli Escipió Africà Major, per construir la primera basílica.
Uns anys després va ser destruïda en un incendi i l'any 54 aC l'edil Luci Emili Paul·le va encomanar la seva reconstrucció.

### Basílica Júlia

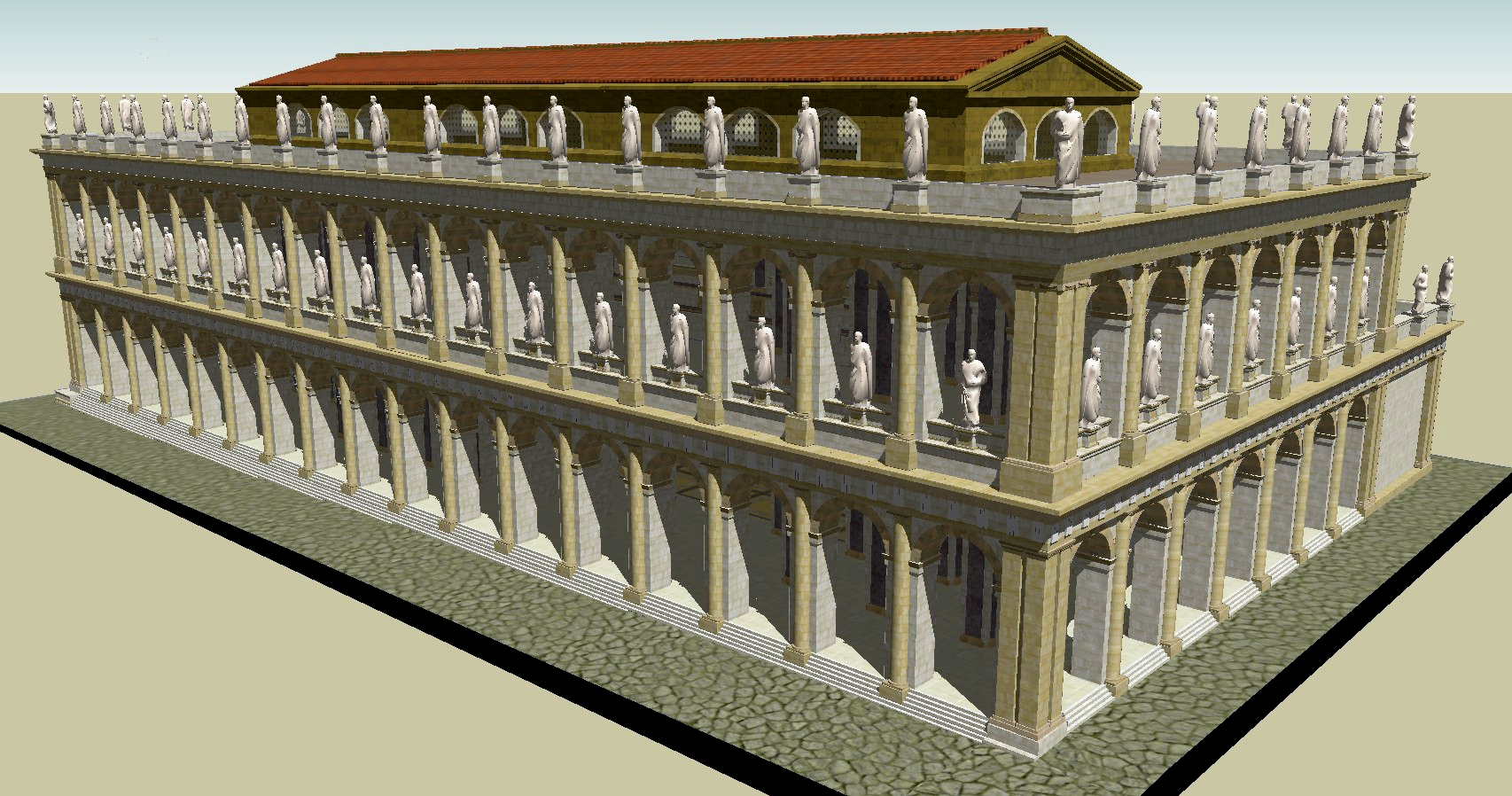
Simulació actual de l'aspecte que devia tenir la basílica Júlia

Abans de finalitzar les obres va ser inaugurada l'any 46 aC per Juli Cèsar. i finalment es va poder acabar en temps d'August gràcies als ingressos aportats per la guerra de les Gàl·lies.
Va patir uns desperfectes durant un altre incendi l'any 12 aC i va ser dedicada després de la reconstrucció per dos nebots de l'emperador, Gai Agripa i Luci Agripa.
L'emperador Cal·lígula va pujar a la teulada per llançar monedes al públic congregat a baix.
La basílica va tornar a quedar malmesa per un incendi en temps de l'emperador Carí i va ser reconstruïda per voluntat de Dioclecià l'any 285.
El 416 dC el prefecte de la ciutat, Gabinus Vettius Probianus, va guarnir la basílica amb estàtues.
Als segles VII-VIII es va fer servir com a església cristiana probablement amb el nom de Santa Maria de Cannapara.
Actualment gairebé no queden ruïnes, ja que el marbre amb què estava fet era de tanta qualitat que en èpoques posteriors es va prendre per fer altres edificis de la ciutat.

## Arquitectura

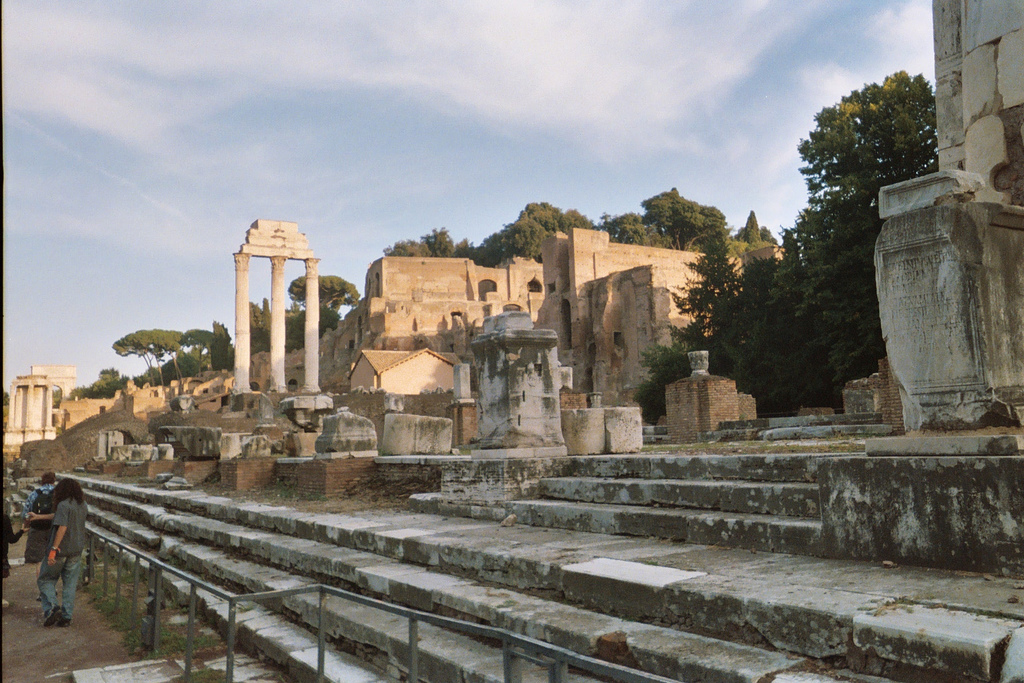
Graons de la basílica Júlia

Era una construcció que ocupava 101 m x 49 m. Tenia una nau central de 82m x16m amb un segon pis que la feia sobresortir per damunt de les naus laterals i la coberta era de fusta. Tenia una filada de columnes exteriors d'ordre dòric, que la convertien en un edifici simètric a la basílica Emília. Cap a la banda de la Sacra Via tenia set esglaons per salvar el desivell existent amb el carrer. El material emprat era marbre de la millor qualitat. En una replà de l'escala el marbre feia un dibuix quadriculat (tabulae lusoriae) com si s'hagués fet servir per jugar a dames i també un dibuix en forma de cercle dividit en segments.
El lloc va ser objecte d'estudis arqueològics a càrrec de Pietro Rosa el 1850, el qual va reconstruir una columna de marbre travertí. On devia estar la part central de la façana es van trobar dues inscripcions: Opus Polycliti i Opus Timarchi, que eren els noms de dos famosos escultors grecs que van treballar a Roma. El 1852 es van trobar uns segments d'una volta de ciment que es van provar de muntar però només va durar fins al 1872, data en què es va esfondrar.
| Situació dels edificis del Fòrum Romà | Situació dels edificis del Fòrum Romà |
| ------------------------------------- | ------------------------------------- |
|                                       |                                       |
| En l'època republicana                | A finals de l'imperi                  |